# Риналди, Кэти
Кэтлин Сюзанна «Кэти» Риналди-Станкел (англ. Kathleen Suzanne 'Kathy' Rinaldi Stunkel; род. 24 марта 1967, Стюарт, США) — американская теннисистка, теннисный тренер и телевизионный комментатор. Бывшая седьмая ракетка мира в одиночном разряде; семикратная полуфиналистка турниров Большого шлема (один раз — в одиночном разряде, четырежды — в парном разряде, дважды — в миксте); победительница пяти турниров Virginia Slims WTA-тура (из них три — в одиночном разряде); трёхкратная обладательница Кубка Уайтмен (1983, 1985—1986) в составе национальной сборной США. Капитан сборной США в Кубке Федерации, обладатель Кубка Федерации в 2017 году.

## Общая информация
Кэти Риналди выросла в спортивной семье. Её отец Деннис Риналди играл в Кливленде за сборную колледжа в бейсбол и баскетбол, а оба её старших брата, Деннис-младший и Билл, и сестра Тина занимались теннисом (Денни и Тина выступали за команды своих колледжей). Сама Кэти начала играть в четыре года, и со временем её тренером стал друг семьи Фрэнк Фрёлинг — бывшая шестая ракетка мира.

## Спортивная карьера

### Игровая карьера
В 12 лет Кэти стала первой в истории, кому удалось за один сезон выиграть в своей возрастной категории все четыре национальных чемпионата США (на травяном, грунтовом, хардовом покрытиях и в помещениях). Она также победила на престижном международном юниорском турнире Orange Bowl в категории до 12 лет. На следующий год, выступая в возрастной категории до 14 лет, она выиграла два крупных турнира, закончив сезон на третьем месте в национальном рейтинге после двух девочек на год старше её.
В 1981 году, в 14 лет, Кэти Риналди обыграла двух посеянных соперниц во взрослом турнире Открытого чемпионата Франции — Дайанну Фромхольц и Энн Смит — по пути в четвертьфинал. Через две недели после этого она стала в 14 лет и 91 день самой молодой теннисисткой в истории Уимблдонского турнира, победившей в первом круге основной сетки (этот рекорд был побит в 1990 году Дженнифер Каприати, которая к тому моменту была на один день моложе, чем Риналди в 1981 году). В июле 1981 года Риналди в 14 лет и 4 месяца стала также самой молодой в истории профессиональной теннисисткой, улучшив на четыре месяца рекорд, который установила Андреа Джегер. В октябре она уже стала победительницей профессионального турнира в Киото. В общей сложности за десять месяцев Риналди поднялась в рейтинге WTA со 181-го до 25-го места и была названа «Новичком года WTA». Успехи Риналди в таком раннем возрасте объяснялись её отличными физическими кондициями (она была более атлетично сложена, чем Андреа Джегер или Трэйси Остин в её годы) и хорошей игрой с лёта, но подача и удар открытой ракеткой оставались слабыми сторонами её игры.
Новый подъём в теннисной карьере Риналди наметился в 1985 году, когда ей удалось выйти в полуфинал сначала в итоговом турнире тура Virginia Slims (после победы над посеянной второй Ганой Мандликовой), а затем на Уимблдонском турнире, где она победила седьмую ракетку соревнования Гелену Сукову, но затем проиграла посеянной первой Крис Эверт. Менее чем через два месяца Риналди выиграла второй в карьере профессиональный турнир, победив в финале ещё более юную Штеффи Граф, а затем в паре с Зиной Гаррисон дошла до полуфинала Открытого чемпионата США, где их остановили посеянные под вторым номером Сукова и Клаудиа Коде-Кильш. К маю 1986 года Риналди поднялась в одиночном рейтинге WTA до 7-го места и на Открытом чемпионате Франции, где была посеяна седьмой, проиграла в четвертьфинале первой ракетке мира Мартине Навратиловой.
В 1983, 1985 и 1986 годах Кэти Риналди выступала за сборную США в Кубке Уайтмен. Но в середине 1987 года, после Открытого чемпионата Франции, игровая карьера Кэти едва не оборвалась в двадцать лет. Молодая теннисистка, на тот момент 11-я в мире, поскользнулась на лестнице и, скатившись с неё, раздробила себе правый палец. Восстановление заняло более полугода, и на протяжении этого времени Риналди, чтобы не терять спортивной формы, играла показательные матчи одной левой рукой. Она вернулась на корт только весной следующего года и лишь в августе вновь появилась в рейтинге — на 466-м месте. К концу 1989 года, однако, она приблизилась вплотную к Top-50 рейтинга, за сезон одержав победы над двумя соперницами из первой двадцатки — Лори Макнил и Яной Новотной — и по его итогам получила ещё одну награду WTA, на этот раз в номинации «Возвращение года».
На начало 1990-х годов пришёлся второй пик в карьере Риналди — на этот раз в парном разряде. С весны 1991 по весну 1993 года она 12 раз играла в финалах турниров WTA в парном разряде (11 из них — с канадкой Джилл Хетерингтон) и завоевала два титула. В 1991 году они с Хетерингтон дошли до полуфинала Открытого чемпионата Австралии, по ходу обыграв соперниц, посеянных под шестым и третьим номерами. Летом на Уимблдонском турнире Риналди с ещё одним канадцем — Грантом Коннеллом — стала полуфиналисткой в миксте. В 1993 году Риналди и Хетерингтон повторили свой успех на Открытом чемпионате Австралии, победив в четвертьфинале третью сеяную пару Аранча Санчес-Кончита Мартинес, а на Уимблдоне вышли в четвертьфинал. В начале 1993 года Риналди поднялась до рекордного в своей парной карьере 13-го места в рейтинге.
В декабре 1993 года Кэти Риналди вышла замуж за Брэда Станкела, свою школьную любовь, в дальнейшем выступая под двойной фамилией Риналди-Станкел. В 1995 году у супругов родился первый сын. Хотя Кэти вернулась к соревнованиям после рождения ребёнка, она уже не выступала регулярно и в 1997 году объявила о завершении карьеры. После окончания профессиональных выступлений Риналди-Станкел продолжала играть в парах в ветеранских соревнованиях.

### Тренерская деятельность
Окончив выступления, Кэти Риналди начала карьеру теннисного тренера. В рамках программы наставничества WTA она работала, в частности, с Анной Курниковой, а в 2006 и 2008 годах была тренером сборной США в Кубке Федерации, которую в эти годы в качестве капитана возглавляла её бывшая партнёрша по корту Зина Гаррисон. С 2008 года она сотрудничает с отделом развития спортсменов Ассоциации тенниса Соединённых Штатов (USTA), перед этим около десяти лет проработав тренером в Палм-Бич-Гарденс (Флорида). Среди подопечных Риналди в качестве национального тренера были первая ракетка мира среди девушек Тейлор Таунсенд и победительница Открытого чемпионата США среди девушек Саманта Кроуфорд; также Кэти возглавляла сборную страны на юниорском Кубке Федерации. В качестве тренера юниорских сборных Ринальди по два раза выиграла чемпионат мира до 14 лет (в 2009 и 2010 годах) и юниорский Кубок Федерации (в 2012 и 2014 годах). В 2012 году за свою деятельность в качестве тренера Кэти Риналди была удостоена награды Международного зала теннисной славы за педагогические заслуги. В дальнейшем работала главным тренером программы развития игроков Ассоциации тенниса США (USTA), одновременно являясь телевизионным комментатором и выполняя работу спортивного аналитика для канала ESPN.
В декабре 2016 года Риналди стала новым капитаном сборной США в Кубке Федерации, сменив на этом посту Мэри-Джо Фернандес, занимавшую его последние восемь лет. В 2017 году под её руководством американская сборная завоевала Кубок Федерации в первый раз с 2000 года.

## Место в рейтинге в конце года
| Разряд    | 1983 | 1984 | 1985 | 1986 | 1987 | 1988 | 1989 | 1990 | 1991 | 1992 | 1993 | 1994 | 1996 |
| --------- | ---- | ---- | ---- | ---- | ---- | ---- | ---- | ---- | ---- | ---- | ---- | ---- | ---- |
| Одиночный | 15   | 23   | 11   | 8    | 26   | 87   | 52   | 70   | 105  | 110  | 83   | 327  | 225  |
| Парный    | -    | -    | -    | 23   | 75   | 565  | 96   | 81   | 20   | 15   | 22   | 103  | 52   |

## Финалы турниров Virginia Slims и WTA за карьеру
| Легенда:                    |
| --------------------------- |
| Турниры Большого Шлема (0)  |
| Олимпиада (0)               |
| Итоговый чемпионат года (0) |
| 1-я категория (0)           |
| 2-я категория (0+1)         |
| 3-я категория (0+1)         |
| 4-я категория (0)           |
| 5-я категория (0)           |
| VS (3)                      |

| Титулы по покрытиям | Титулы по месту проведения матчей турнира |
| ------------------- | ----------------------------------------- |
| Хард (2+1)          | Зал (1)                                   |
| Грунт (0+1)         | Зал (1)                                   |
| Трава (0)           | Открытый воздух (2+2)                     |
| Ковёр (1)           | Открытый воздух (2+2)                     |

| Результат | №  | Дата             | Турнир           | Покрытие | Соперница в финале | Счёт           |
| --------- | -- | ---------------- | ---------------- | -------- | ------------------ | -------------- |
| Победа    | 1. | 12 октября 1981  | Киото, Япония    | Хард     | Джули Харрингтон   | 6-1 7-5        |
| Поражение | 1. | 17 мая 1982      | Берлин, Германия | Грунт    | Беттина Бунге      | 2-6 2-6        |
| Поражение | 2. | 26 июля 1982     | Сан-Диего, США   | Хард     | Трейси Остин       | 6-7 3-6        |
| Победа    | 2. | 12 августа 1985  | Мауа, США        | Хард     | Штеффи Граф        | 6-4 3-6 6-4    |
| Поражение | 3. | 16 сентября 1985 | Чикаго, США      | Ковёр(I) | Бонни Гадусек      | 1-6 3-6        |
| Поражение | 4. | 5 мая 1986       | Хьюстон, США     | Грунт    | Крис Эверт-Ллойд   | 4-6 6-2 4-6    |
| Победа    | 3. | 3 ноября 1986    | Литл-Рок, США    | Ковёр(i) | Наталья Зверева    | 6-4 6-7(7) 6-0 |

| Результат | №   | Дата             | Турнир                     | Покрытие | Партнёрша         | Соперницы в финале                            | Счёт           |
| --------- | --- | ---------------- | -------------------------- | -------- | ----------------- | --------------------------------------------- | -------------- |
| Поражение | 1.  | 25 марта 1991    | Сан-Антонио, США           | Хард     | Джилл Хетерингтон | Моника Селеш Патти Фендик                     | 6-7(2) 2-6     |
| Победа    | 1.  | 15 апреля 1991   | Хьюстон, США               | Грунт    | Джилл Хетерингтон | Патти Фендик Мэри-Джо Фернандес               | 6-1 2-6 6-1    |
| Победа    | 2.  | 29 июля 1991     | Сан-Диего, США             | Хард     | Джилл Хетерингтон | Натали Тозья Джиджи Фернандес                 | 6-4 3-6 6-2    |
| Поражение | 2.  | 30 сентября 1991 | Лейпциг, Германия          | Ковёр(i) | Джилл Хетерингтон | Манон Боллеграф Изабель Демонжо               | 4-6 3-6        |
| Поражение | 3.  | 27 января 1992   | Окленд, Новая Зеландия     | Хард     | Джилл Хетерингтон | Рафаэлла Реджи Розалин Нидеффер               | 6-1 1-6 5-7    |
| Поражение | 4.  | 24 февраля 1992  | Индиан-Уэллс, США          | Хард     | Джилл Хетерингтон | Клаудиа Коде-Кильш Стефани Рее                | 3-6 3-6        |
| Поражение | 5.  | 16 марта 1992    | Майами, США                | Хард     | Джилл Хетерингтон | Лариса Савченко-Нейланд Аранча Санчес-Викарио | 5-7 7-5 3-6    |
| Поражение | 6.  | 13 апреля 1992   | Хьюстон, США               | Грунт    | Джилл Хетерингтон | Патти Фендик Джиджи Фернандес                 | 5-7 4-6        |
| Поражение | 7.  | 26 октября 1992  | Сан-Хуан, Пуэрто-Рико      | Хард     | Джиджи Фернандес  | Аманда Кётцер Элна Рейнах                     | 2-6 6-4 2-6    |
| Поражение | 8.  | 1 февраля 1993   | Окленд, Новая Зеландия (2) | Хард     | Джилл Хетерингтон | Изабель Демонжо Элна Рейнах                   | 2-6 4-6        |
| Поражение | 9.  | 15 марта 1993    | Майами, США (2)            | Хард     | Джилл Хетерингтон | Яна Новотна Лариса Савченко-Нейланд           | 2-6 5-7        |
| Поражение | 10. | 17 мая 1993      | Страсбург, Франция         | Грунт    | Джилл Хетерингтон | Шон Стаффорд Андреа Темешвари                 | 7-6(5) 3-6 4-6 |